# Vittorito
Vittorito község (comune) Olaszország Abruzzo régiójában, L’Aquila megyében.

## Fekvése
A megye nyugati részén fekszik. Határai: Corfinio, Molina Aterno, Popoli, Raiano és San Benedetto in Perillis.

## Története
Egyes feltételezések egy ősi paelignus település helyén épült ki (Corfinium). A középkortól kezdődően nemesi birtok volt. A 19. században nyerte el önállóságát, amikor a Nápolyi Királyságban felszámolták a feudalizmust.

## Népessége
A népesség számának alakulása:

## Főbb látnivalói
- San Michele Arcangelo-templom
- Santa Maria del Borgo-templom